# صدای اسرائیل

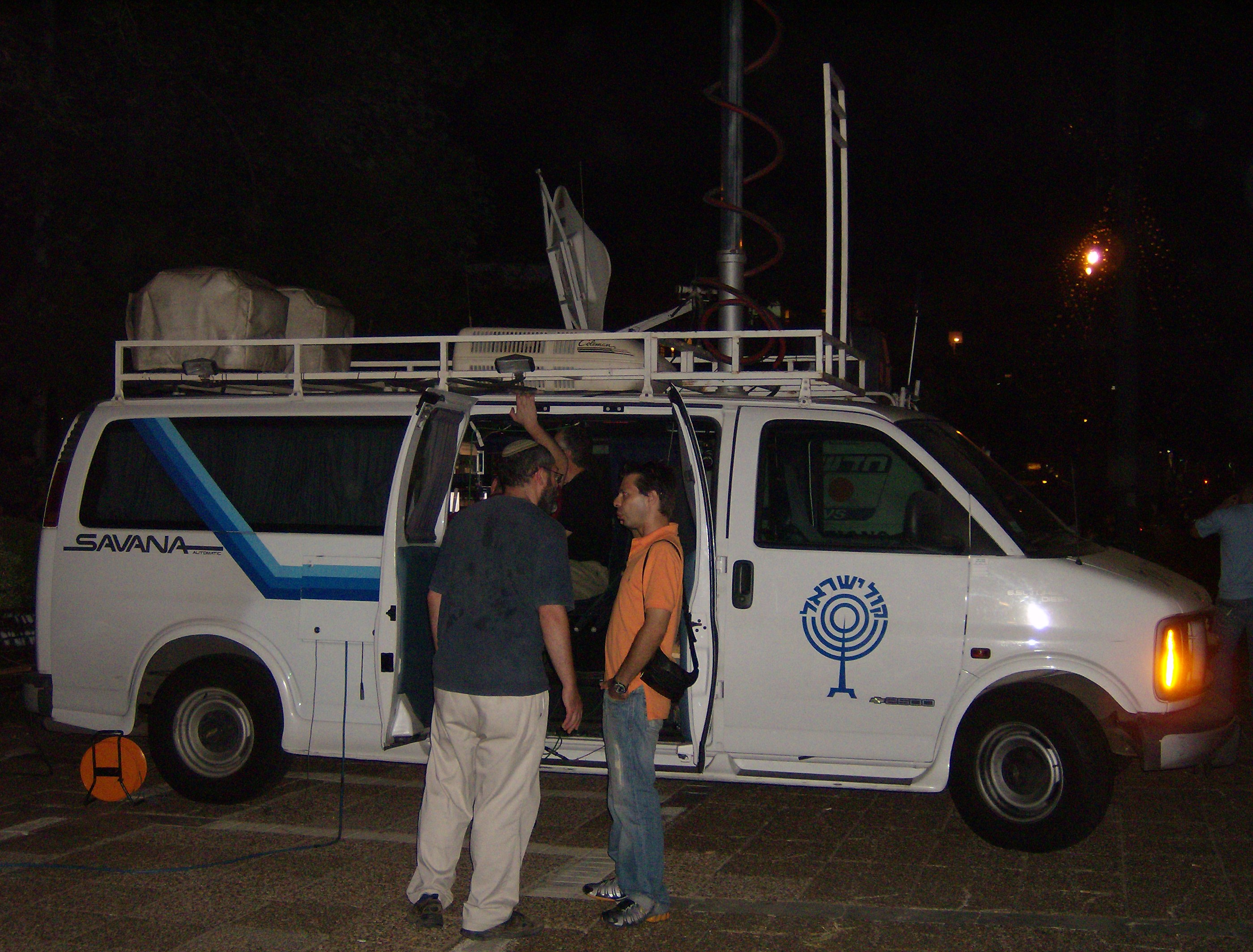
یک واحد سیار متعلق به رادیو اسرائیل

رادیو اسرائیل (در عبری: קול ישראל) نام رادیوی دولتی در کشور اسرائیل است که به یازده زبان از جمله، عبری، انگلیسی، عربی، فارسی و روسی برنامه پخش می‌کند. رادیو اسرائیل زیر نظر سازمان رادیو و تلویزیون اسرائیل، که بر سرویس‌های رادیو و تلویزیون عمومی نظارت می‌کنند، اداره می‌شود. بخش اعظم بودجهٔ رادیو اسرائیل از طریق حق اشتراک دستگاه‌های گیرندهٔ تلویزیونی تأمین می‌شود.

## رادیو اسرائیل به زبان فارسی

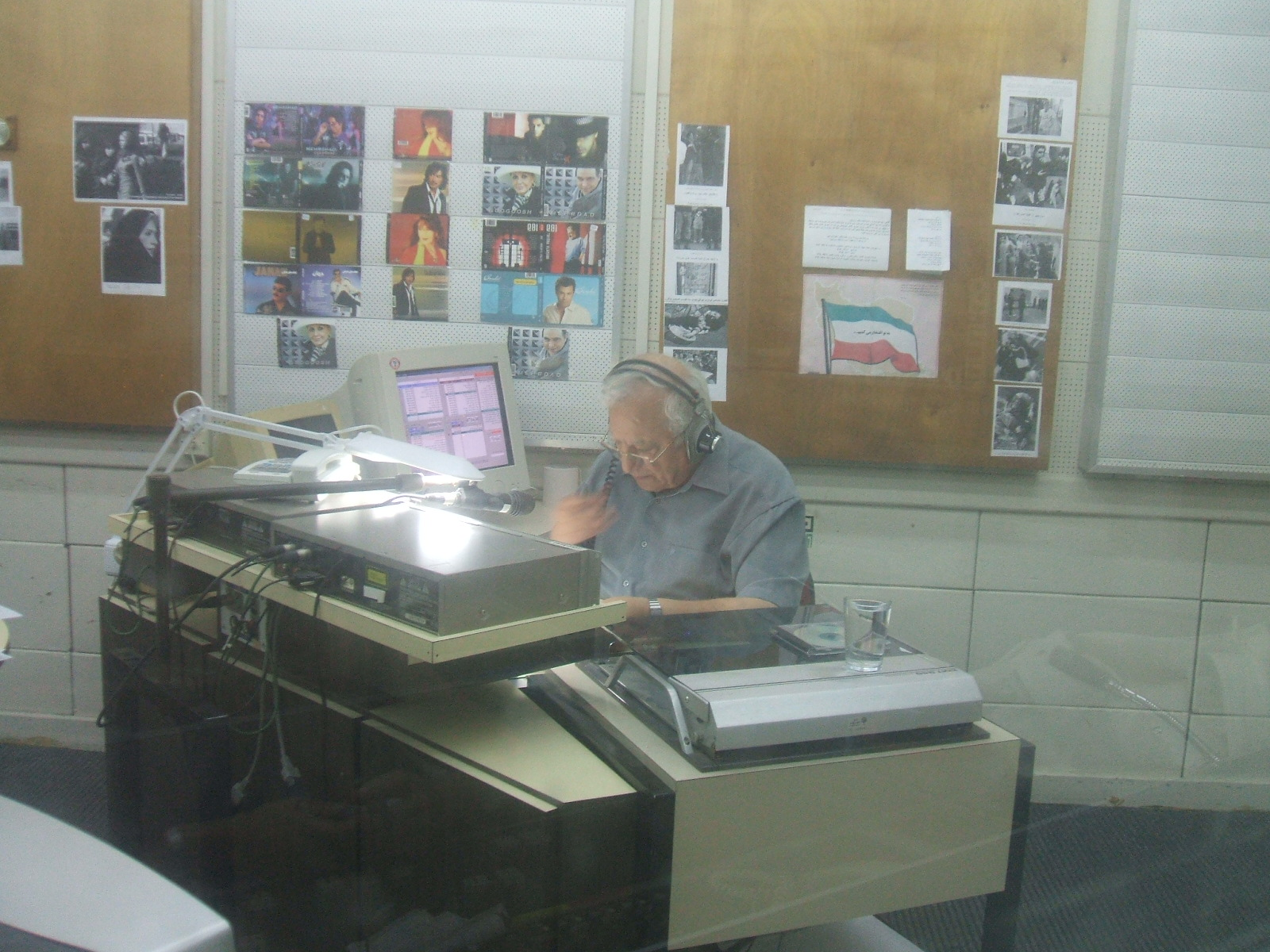
منشه امیر در استودیوی بخش فارسی رادیو اسرائیل در شهر اورشلیم

رادیو اسرائیل از سال ۱۳۳۸ هجری خورشیدی، با پخش برنامه به سوی ایران با هدف تحکیم روابط نوین دو کشور اسرائیل و ایران و با کوشش‌های امنون نتصر آغاز به کار کرد. رادیو اسرائیل در ۲۲ اردیبهشت سال ۱۳۹۶ خورشیدی تعطیل شد.